# Amenințarea (film din 1932)
Amenințarea este un film polițist/dramă din anul 1932, lansat de Columbia Pictures. Distribuția este alcătuită din H.B. Warner, Walter Byron, Bette Davis, Natalie Moorhead și William B. Davidson. Producția a fost primită cu recenzii mixte din partea criticilor de specialitate.

## Rezumat
Ronald Quayle evadează din închisoare. A fost trimis acolo pentru uciderea tatălui său, pe baza mărturiei mamei sale vitrege, Caroline. O explozie îl desfigurează, dar chirurgia plastică îi oferă ocazia să se întoarcă în Anglia și să investigheze uciderea tatălui său sub o nouă identitate, ca Robert Crockett.

## Distribuție
- H.B. Warner - Inspector Tracy
- Walter Byron - Ronald Quayle / Robert Crockett
- Bette Davis - Peggy Lowell
- Natalie Moorhead - Caroline Quayle
- William B. Davidson - John Utterson
- Crauford Kent - Sam Lewis
- Halliwell Hobbes - Phillips
- Charles K. Gerrard - Bailiff
- Murray Kinnell - Carr

## Legături externe
- Amenințarea la Internet Movie Database
- Amenințarea (film din 1932) la Allmovie